# Peter Presti

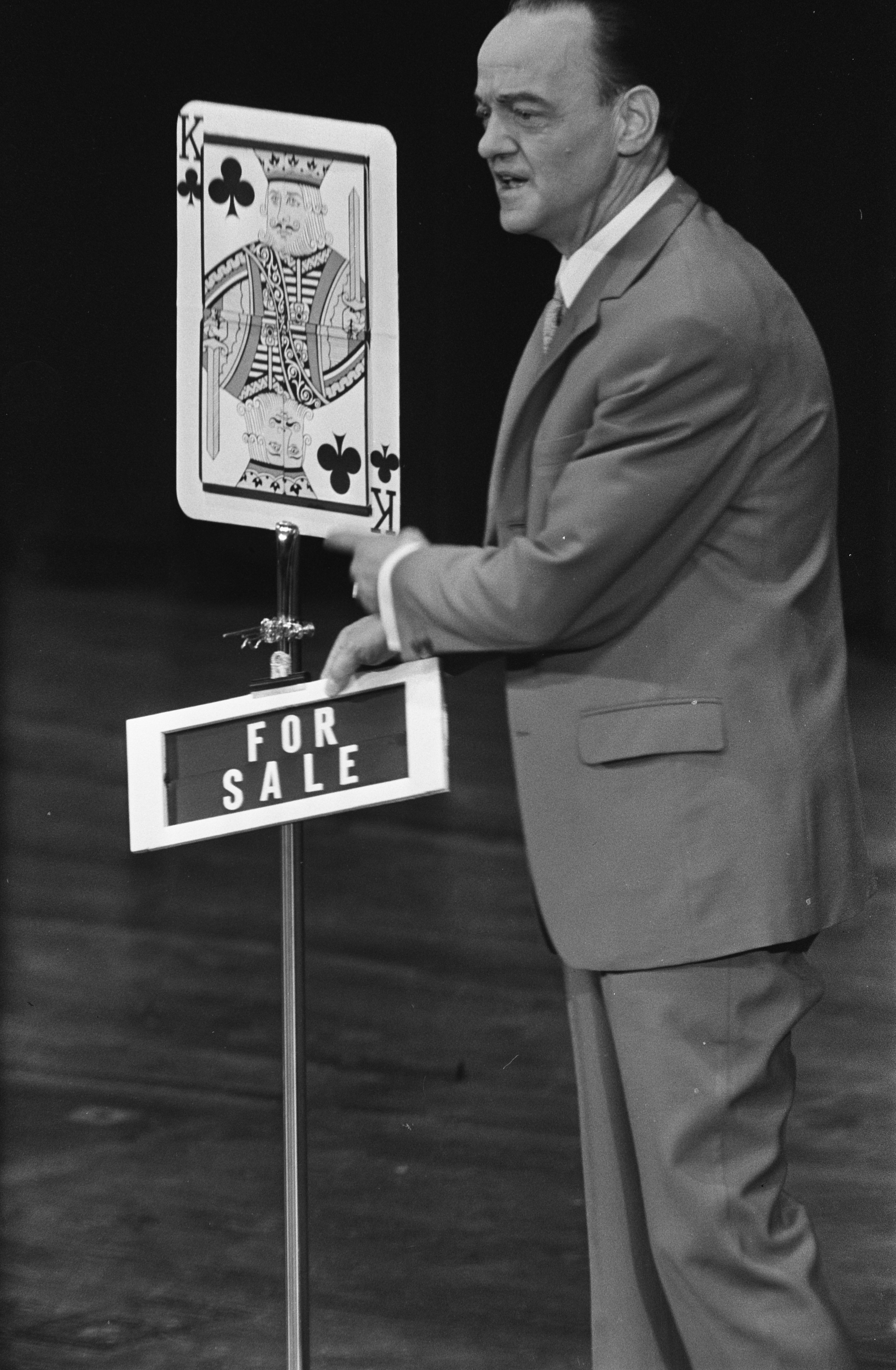
Peter Presti in 1970

Peter Presti (Alkmaar, 6 mei 1915 - 14 oktober 2008) was een Nederlandse (kinder)goochelaar die veel goochelprijzen heeft gewonnen, variërend van de "Prix d'Originalité" op het Internationaal Goochelcongres in Parijs in 1973 in Parijs, en vele prijzen voor kindergoochelen, voor cartomagie, voor micromagie.  Vanaf zijn 8ste jaar is goochelen zijn passie geweest.
Na de Tweede Wereldoorlog begon hij een korte  artiestenloopbaan als poppenkastspeler en goochelaar op de bevrijdingsfeesten in Noord-Holland. Na een jaar keerde hij terug naar zijn vak als hotelier-restaurateur en werd goochelen weer zijn hobby. Met de club van 500 heeft hij op veel podia in heel Nederland, Engeland, Frankrijk, Zwitserland en Spanje gestaan. In 1978 trad hij op in het "Magic Castle" in Hollywood.
Peter Presti stond bekend als een creatieve, humoristische en vrolijke goochelaar. Van zijn club NBG is hij tot erelid benoemd, mede omdat hij veel jonge goochelaars op inspirerende wijze de kneepjes van het vak heeft bijgebracht. Tot het eind bleef hij betrokken bij de goochelkunst. Hij overleed in 2008 op 93-jarige leeftijd.